# Campeonato Mundial de Voleibol Masculino de 1990
O Campeonato Mundial de Voleibol Masculino de 1990 foi a 12ª edição do torneio, organizado pela FIVB. Foi realizado no Brasil (Rio de Janeiro, Curitiba e Brasília) de 18 a 28 de outubro de 1990.
A Itália derrotou Cuba por 3 sets a 1 e conquistou o segundo título mundial. Na disputa pelo terceiro lugar a União Soviética derrotou o Brasil por 3 a 0 e ficou com a medalha de bronze.

## Times
| Grupo A (Rio de Janeiro) - Brasil - Tchecoslováquia - Coreia do Sul - Suécia | Grupo B (Brasília) - Argentina - Canadá - Países Baixos - Estados Unidos | Grupo C (Curitiba) - França - Japão - União Soviética - Venezuela | Grupo D (Brasília) - Bulgária - Camarões - Cuba - Itália |

## Fase Final
|  | Semi-finais                         | Semi-finais                         |   |                                     | Final                               | Final |  |
|  |                                     |                                     |   |                                     |                                     |       |  |
|  | 26 de outubro 1990 – Rio de Janeiro |                                     |   |                                     |                                     |       |  |
|  | Itália                              | 3                                   |   |                                     |                                     |       |  |
|  | Brasil                              | 2                                   |   |                                     |                                     |       |  |
|  |                                     |                                     |   |                                     |                                     |       |  |
|  |                                     |                                     |   |                                     | 28 de outubro 1990 – Rio de Janeiro |       |  |
|  |                                     |                                     |   |                                     | Itália                              | 3     |  |
|  |                                     | Cuba                                | 1 |                                     |                                     |       |  |
|  |                                     |                                     |   |                                     |                                     |       |  |
|  |                                     |                                     |   |                                     |                                     |       |  |
|  |                                     |                                     |   |                                     | 3º lugar                            |       |  |
|  | 26 de outubro 1990 – Rio de Janeiro | 26 de outubro 1990 – Rio de Janeiro |   | 28 de outubro 1990 – Rio de Janeiro | 28 de outubro 1990 – Rio de Janeiro |       |  |
|  | Cuba                                | 3                                   |   | Brasil                              | 0                                   |       |  |
|  | União Soviética                     | 1                                   |   |                                     | União Soviética                     | 3     |  |

## Classificação Final
| Posição           | Time            |
| ----------------- | --------------- |
| Medalha de ouro   | Itália          |
| Medalha de prata  | Cuba            |
| Medalha de bronze | União Soviética |
| 4                 | Brasil          |
| 5                 | Bulgária        |
| 6                 | Argentina       |
| 7                 | Países Baixos   |
| 8                 | França          |
| 9                 | Tchecoslováquia |
| 10                | Suécia          |
| 11                | Japão           |
| 12                | Canadá          |
| 13                | Estados Unidos  |
| 14                | Coreia do Sul   |
| 15                | Camarões        |
| 16                | Venezuela       |

| Campeonato Mundial de Voleibol Masculino de 1990 |
| Campeão                                          |
| ------------------------------------------------ |
| Itália 1º Título                                 |

Itália classificou-se para as Olimpíadas de 1992 em Barcelona, Espanha.

## Prêmios Individuais
- Most Valuable Player:
  -  Itália Andrea Lucchetta